# 陕西师范大学附属中学
陝西師範大學附屬中學，简称陕西师大附中、陝師大附中，（又名陕西师大第一附中，这是相对于文革时期的陕西师大第二附中而言――即现在的西安市第八十五中学），也称西安市第八十四中学，其他称呼请参阅历史沿革部分。前身是创办于1910年的模范两等小学堂及1917年的私立成德中学。学校紧邻西安市大慈恩寺之大雁塔（玄奘于印度取经后翻译经书之所）的西南侧，靠近大唐芙蓉园，处于西安市曲江新区之内。是教育部在西北地区唯一一所直属高等师范院校附属中学，为陕西省重点中学。是全国部分大学附中教学协作体1991年创始成员（包括福建师大附中、云南师大附中、湖南师大附中、陕西师大附中、南开大学附中、辽宁师大附中； 首都师大附中、山东师大附中后期加盟）。
校园面积超过一百一十亩（折合七万多平方米），建筑面积4.2万平方米，包括教学、办公、实验、图书科技和综合楼等大楼。现有68个教学班，学生总数3000余名。学校绿化面积超过80％，为绿色学校和园林式单位。有雪松、龙爪槐、梧桐、玉兰等树种。师大附中是1991年西安市“爱鸟周”活动的发起学校之一，为西安市野生动物保护科普宣传活动的核心骨干学校。
学校的师资包括边团结、李鸿、屈直、汪海汇、何喜安、申祝平、李涛以及柳建仪十名特级教师，96名高级教师，一名国家级模范教师，全国赛教一等奖获得者26名，国家级培训专家、骨干教师培训专家1名，国家级骨干教师2名，省级骨干教师7名，省市级教学能手16名，博士研究生（含在读）6人，统招硕士研究生（含在读）86人，教育硕士（含在读）48人，研究生课程班结业者68人。

## 校址沿革
该校原座落在西安市北大街。

## 历史

### 清朝时期
- 模范两等小学堂（1910年∽1912年）

### 国民政府时期
- 长安小学校（1912年∽1917年）

### 中学时期
- 私立成德中学（1917年∽1927年）
- 陕西省立中山中学校（1927年∽1934年）
- 陕西省立西安第二初级中学（1934年∽1939年）
- 陕西省立西安第二中学（1939年∽1949年）
- 陕甘宁边区西安第二中学（1949年∽1950年）

### 中华人民共和国时期
- 陕西省西安第二中学（1950年∽1955年）
- 西安师范学院附属中学（1955年∽1959年）
- 陕西师范大学第一附属中学（1959年∽1972年）
- 西安市第八十四中学（1972年∽1979年）
- 陕西师范大学附属中学（1979年至今）

## 办学条件

### 硬件设施
截至2014年2月，学校布局由北向南，依次为运动区、教学区、办公区、学生公寓4大板块。学校有设备完善的理、化、生实验室10个，专用计算机教室56个，语音专用教室2个、音乐专用教室2个、美术专用教室2个，校园网络覆盖整个校园，每个教室都配备了先进的无尘板和多媒体触控一体机教学设备，行政办公室、实验室、图书馆均实现了办公自动化和计算机系统管理。学生公寓宽敞明亮，每个宿舍均装有空调、电话、多媒体网线。校园内体育场地约40亩，有标准的400米环行跑道，有宽阔的足球、篮球、排球、羽毛球和乒乓球场地。校园绿地绿化覆盖面积超过80%。 

### 办学规模
截至2014年2月，学校占地110亩，共有76个教学班，其中高中32个教学班，初中44个教学班，在读学生约4300人。

### 师资力量
截至2014年2月，学校有教职工300余名，其中全国模范教师1名，特级教师10名，高级教师89人，国家级培训专家、骨干教师培训专家1名，国家级骨干教师2名，省级骨干教师7名，省市级教学能手16名，博士研究生（含在读）5人，统招硕士研究生（含在读）76人，教育硕士（含在读）44人，研究生课程班结业者68人，中高级职称占教师总数90%以上。
陕西师范大学附属中学特级教师名单（10人）：许勤、柳建仪、边团结、李鸿、申祝平、李涛、屈直、汪海汇、何喜安、杨建萍。

## 办学成果

### 学生成绩
高考成绩
2014年高考，陕西师范大学附属中学
陕西师范大学附属中学
最高分理科702分，文科672分。统招生参加高考人数共计294人，一本上线290人，一本上线率98.6%，二本上线率100%。文理科600分以上人数共计224人，占总数76%。[
2012年高考，陕西师范大学附属中学一本上线率96%，二本上线率100%，文理科600分以上人数共计219人。
学科竞赛
2015年，学校共有86名同学参加了市级、省级科技创新大赛，在市级比赛中学校获得一等奖6名（其中包括分校1名），二等奖7名，三等奖7名（其中包括分校1名）。 
2014年，陕西师范大学附属中学学校3名学生分别获”全国化学竞赛“银牌，”全国生物竞赛“银牌，”全国信息竞赛“铜牌。 
2013年，陕西师范大学附属中学各学科竞赛获国家一等奖1人；国家二等奖2人，国家三等奖3人；省级一等奖16人。

### 教师成绩
2003年，学校教师申祝平当选《中学数学》2003年第10期封面人物。
2007年，学校教师解琳那论文《财产留给谁教学设计》获陕西省教育学会教学设计大赛一等奖。
2009年2月，在“改革开放三十年西安市中学校长风云人物系列评选”活动中，学校校长、党总支书记边团结获“西安市普通中学校长杰出贡献奖”称号。
2014年10月，由中国美术教育学会、《中国美术教育》杂志社主办的"2014全国中小学美术课交流活动“。在活动中学校教师任小红老师录像课《现代绘画的色彩搭配》在省级选拔一等奖后参加全国选拔获二等奖。 

### 学校荣誉
| 陕西师范大学部分荣誉列表 |
| --- |
| 学校连续13年获陕西省生物奥林匹克竞赛团体总分第一名                                                                               |
| 学校是陕西省体育局确定的田径、足球传统项目学校                                                                                   |
| 学校被西安市体育局和西安市教育局授予“2013年西安市体育传统项目学校先进单位”，并荣获“2013年西安市青少年体育俱乐部先进单位”光荣称号 |
| 学校是陕西师范大学本科生教育实习示范基地                                                                                         |
| 2009年，学校被省教育厅首批命名为陕西省示范高中                                                                                   |
| 2012年3月，学校成为国家教育改革项目学科基地；12月，学校被西安市教育局评为“316工程”先进学校                                       |
| 2014年1月，学校被中共陕西省委、陕西省人民政府授予省级“文明校园”光荣称号。                                                        |
| 以上资料来源于学校官网 |

## 文化传统

### 校训
- 校训一

励志、笃学、慎行、创造 
- 校训二

作人不易，为是是宗。
学校的校训体现了附中人务实的办学精神和品质以及追求。

### 校歌
《陕西师范大学附属中学校歌》
（作词：边团结、作曲：赵季平）
雁塔脚下，曲江池畔，坐落着我们美丽的校园
师大附中，沧桑百年，展现了一幅动人的画卷
古柳松风，伴我朗朗读书声
彩练飞舞，龙石奇观天成
我们励志笃学，开掘知识的源泉
我们慎行，我们创造，再铸辉煌明天
桃李竞秀，英才万千，生态和谐素质教育摇篮
学生第一，杏坛为范，持续发展的理念入心田
寒晖精神，励我学子志存高远
秉承传统，敢为人先勇往直前
我们励志笃学，开掘知识的源泉
我们慎行，我们创造，再铸辉煌明天

### 学生活动
2013年11月23日，学校点爱社团组织社团9名同学去东郊心心特幼园做义工工作。
（点爱社创办于2013年9月，社名取自点点关心点点爱之意。我社建立的目的是为了帮助社会上需要帮助的人，活动地点主要在一些孤儿院和敬老院）。 
2014年6月，由学校共青团委、政教处、音美信组联合主办的陕西师大附中第三届届校园公益DV大赛颁奖典礼暨社团汇报演出于6月13日下午第2~4节课在科技楼报告厅隆重举行。
| 学校部分社团名单 | 学校部分社团名单   | 学校部分社团名单 | 学校部分社团名单 |
| ---------------- | ------------------ | ---------------- | ---------------- |
| 管乐团           | 舞蹈社团           | 田径社团         | 排球社团         |
| 民乐团           | 服装设计与表演社团 | 航模社团         | 国学社           |
| 合唱团           | 足球社团           | 武术社团         | 模拟联合国社团   |
| 话剧团           | 篮球社团           | 街舞社团         | 绘画艺术社团     |

（学生社团名单资料来源于学校官网）

## 历任校长
- 余堃   1910年—1912年
- 董明铭 1917年—？
- 黄建极 ？—1927年8月
- 李约祉 1927年8月—1927年9月
- 黄统   1927年9月—1928年4月,1928年12月—1929年
- 石书润 1928年4月—1928年11月
- 刘安国 1929年—1931年
- 田伯荫 1931年
- 杨美源 1931年—1932年
- 李林初 1932年
- 魏海   1932年8月—1933年7月
- 罗端先 1933年7月—1936年12月
- 江隆基 1937年1月—1938年1月
- 刘景向 1938年1月—1938年3月
- 雷振甲 1938年8月—1939月
- 侯良弼 1939年—1941年
- 李步霄 1941年—1946年
- 罗端先 1946年—?
- 王芝萼 ?—1949年6月
- 郑竹逸 1949年6月—1953年1月
- 李岩   1953年2月—1954年7月
- 屈子伸 1954年8月—1954年10月
- 史青云 1954年11月—1967年11月
- 李仲实 1967年11月—1971年9月
- 石寒   1972年5月—1977年10月
- 张树贤 1977年11月—1978年5月
- 张苏平 1978年6月—1979年11月
- 史青云 1980年2月—1980年5月
- 刘科   1980年6月—1981年12月
- 熊灿霞 1981年12月—1986年3月
- 马继光 1986年3月—1994年3月
- 谷炎城 1994年3月—1998年6月
- 边团结 1998年6月—2018年3月
- 冯军 2018年3月至今

## 知名校友
- 屈武
- 杨拯民
- 侯洵
- 陈浅伦
- 魏野畴
- 耿炳光
- 文章
- 王赫
- 常伟